# إبراهيم بن علاء الدولة بن بايسنقر
إبراهيم بن علاء الدولة بن بايسنقر (توفي عام 1459) كان حاكمًا تيموريًا في هيرات في القرن الخامس عشر. وهو ابن حفيد تيمورلنك.
جاء إبراهيم إلى السلطة في هرات في أعقاب وفاة ميرزا أبو القاسم بابر بن بايسنقر. لقد خلفه ابنه ميرزا شاه محمود بن أبي القاسم بابر، ولكن سيطرته على السلطة كانت ضعيفة، حيث كان لا يزال صبيا. أطاح إبراهيم بشاه محمود بعد أسابيع من وفاة بابر، وبالتالي أصبح حاكم خراسان.
في يوليو عام 1457، غزا أبو سعيد ميرزا حاكم تيموريين بلاد ماوراء النهر. احتل أبو سعيد بلخ لكنه لم يكن قادراً على قهر هيرات. ازدادت مشاكل إبراهيم عندما غزا جهان شاه من الخرفان السود التركماني كذلك. بعد احتلال جرجان، هُزم إبراهيم خارج أستراباد. وقد التقى معه والد إبراهيم علاء الدولة بن بايسنقر في هرات لتقديم المساعدة لإبنه، لكن في النهاية فر كلاهما من المنطقة. دخل جهان شاه هرات في 28 يونيو 1458 لكنه سرعان ما انسحب. لكن إبراهيم لم يستطع استرداد المنطقة. خراسان بدلاً من ذلك سقط على أبو سعيد ميرزا.
بعد ذلك بوقت قصير، شكل إبراهيم وعلاء الدولة بن بايسنقر تحالفاً مع السلطان سنجر ميرزا (حفيد ابن عمر تيمور) ضد أبي سعيد ميرزا. التقت القوى المعارضة خلال معركة سرخس في مارس 1459، حيث هزمهم أبو سعيد. وفر إبراهيم ووالده، بينما أُعدم السلطان سنجر ميرزا. توفي إبراهيم بعد بضعة أشهر. توفي والده في العام التالي.